# Karl Martin Bolte

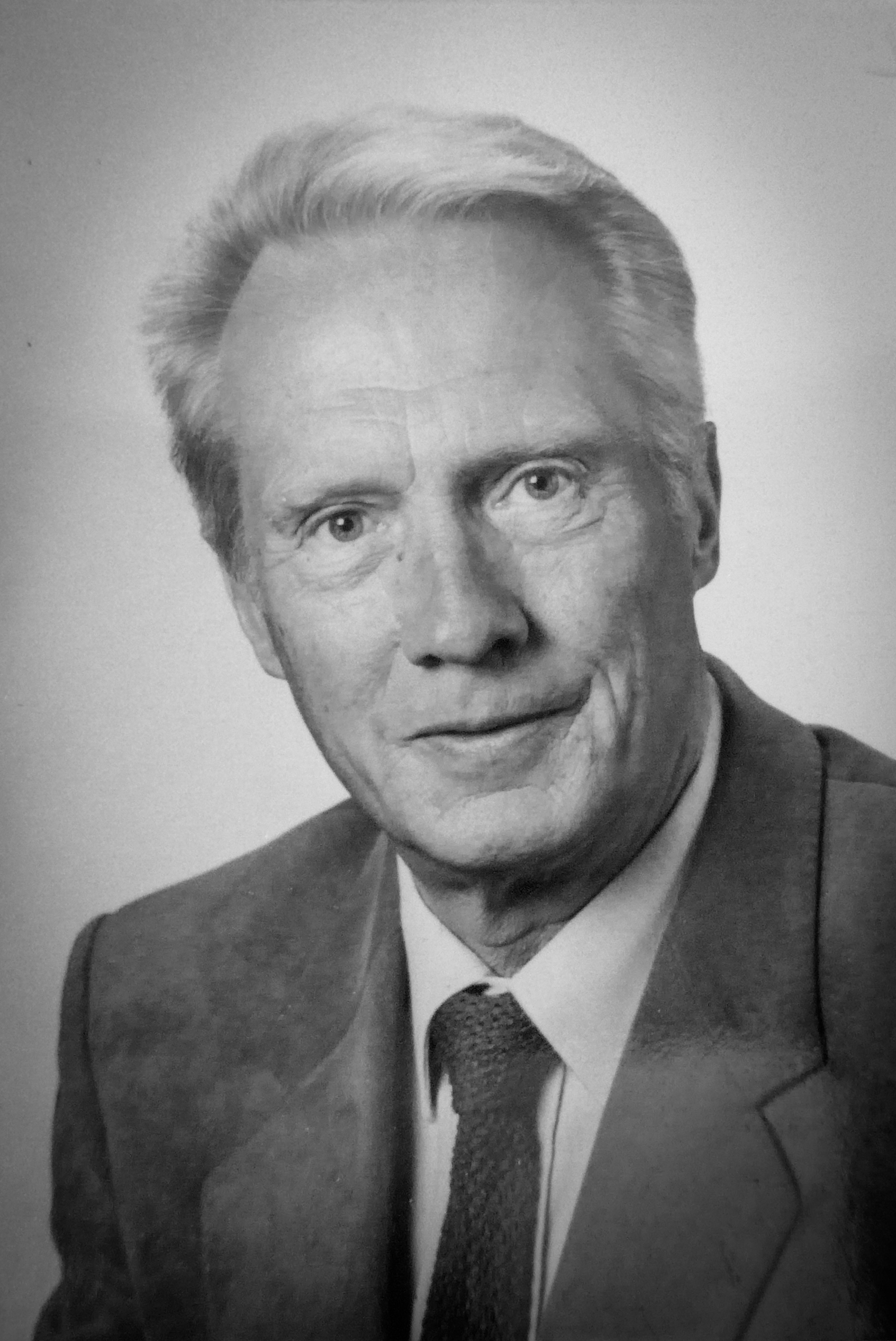
Karl Martin Bolte, ca. 1985

Karl Martin Bolte (* 29. November 1925 in Wernigerode; † 14. Februar 2011 in Gauting) war ein deutscher Soziologe. Er gilt als Begründer der Münchener Subjektorientierten Soziologie. Das Schichtenmodell der Bolte-Zwiebel ist nach ihm benannt.

## Leben
Er war der Sohn des fürstlich-stolbergischen Kammerdirektors Karl Bolte. Nach dem Abitur 1946 am Wernigeröder Fürst-Otto-Gymnasium studierte er von 1947 bis 1950 Volkswirtschaftslehre, Soziologie und Betriebswirtschaftslehre an der Christian-Albrechts-Universität Kiel (1950 Dipl.-Volkswirt, 1952 Dr. rer. pol.) und war von 1950 bis 1955 Assistent des Soziologen und Bevölkerungswissenschaftlers Gerhard Mackenroth. 1957 habilitierte er sich in Kiel für Soziologie und war dort von 1957 bis 1961 Diätendozent. 1961 wurde er Professor für Soziologie der Hamburger Hochschule für Wirtschaft und Politik, leitete sie von 1962 bis 1964 und lehrte gleichzeitig als Honorarprofessor an der Universität Hamburg. 1964 wurde er auf einen Lehrstuhl für Soziologie an die Ludwig-Maximilians-Universität nach München berufen, wo er 1992 emeritiert wurde.
Karl Martin Bolte war von 1974 bis 1978 Vorsitzender der Deutschen Gesellschaft für Soziologie, hatte zahlreiche weitere Ehrenämter inne und erhielt mehrfach Ehrendoktorwürden. Außerdem war er Träger des Verdienstkreuzes am Bande der Bundesrepublik Deutschland. Beispielhaft für die Breite seiner Aktivitäten sind etwa
- die Tätigkeit als Mitglied des Sachverständigengremiums des Instituts für Arbeitsmarkt- und Berufsforschung der Bundesanstalt für Arbeit (IAB) (1968–1972),
- die Leitung der "Kommission für die Erstellung des 3. Jugendberichts der Bundesregierung" (1969–1971),
- die Leitung der "Kommission für wirtschaftlichen und sozialen Wandel" der Bundesregierung (1971–1976),
- die Tätigkeit in einem Unterausschuss des Organisationskomitees der XX. Olympischen Spiele in München (1972) oder
- die Mitgliedschaft im Senat und im Hauptausschuß der Deutschen Forschungsgemeinschaft (1980–1986)

Aufschlussreiche Darstellungen zum akademischen Lebensweg Boltes und damit zur Geschichte der Soziologie in Deutschland finden sich in Bolte 1996 und 1998.

## Werk und Wirken

Darstellung der Bolte-Zwiebel

Bolte kann als einer der Personen gesehen werden, die nach dem Zweiten Weltkrieg in Westdeutschland die Soziologie als Wissenschaftsdisziplin und universitäres Studienfach etabliert und geprägt haben. Er gilt darüber hinaus als Begründer der Münchener Subjektorientierten Soziologie. Viel beachtet wurden seine Beiträge zur Analyse der deutschen Sozialstruktur, vor allem die markante Darstellung des Schichtungsgefüges in Form einer Zwiebel (Bolte-Zwiebel). Daneben hat er maßgeblich an der Entwicklung der deutschen Bevölkerungswissenschaft mitgewirkt. Große Verdienste hat er sich zudem bei der Einführung der „Sozialkunde“ als Schulfach in Deutschland erworben.
Großen Einfluss auf die soziologische Arbeits-, Industrie- und Berufsforschung bekam Karl Martin Bolte durch die Einrichtung und Leitung zweier Sonderforschungsbereiche der DFG (→ Deutsche Forschungsgemeinschaft) an der Universität München (SFB 101: „Theoretische Grundlagen sozialwissenschaftlicher Berufs- und Arbeitskräfteforschung“; SFB 333: „Entwicklungsperspektiven von Arbeit“).
Ein besonderes Anliegen von Bolte war die Vermittlung soziologischen Wissens an die gesellschaftliche Praxis, vor allem in der Wirtschaft, aber auch in Politik und Verwaltung. Er war dort ein vielgefragter Referent und Vortragsredner. Einen großen Einfluss auf die Ausbildung von Managern erhielt er durch seine langjährige Tätigkeit als Referent und als Mitglied des Präsidiums der Akademie für Führungskräfte der Wirtschaft in Bad Harzburg.
Eine große Zahl namhafter Wissenschaftler wurde von Karl Martin Bolte ausgebildet und direkt oder indirekt gefördert – darunter zum Beispiel (alphabetisch) Ulrich Beck, Elisabeth Beck-Gernsheim, Horst Holzer, Stefan Hradil, Karin Jurczyk, Yolanda Koller-Tejeiro, Reinhard Kreckel, Sabine Kudera, Siegfried Lamnek, Wolfgang Littek, Friedhelm Neidhardt; Ilona Ostner, Hans J. Pongratz, Marianne Rodenstein, Bruno W. Reimann, Josef Schmid, Erhard Treutner, Gerd-Günter Voß, Günther Wachtler u. v. a. m.

## Ausgewählte Publikationen
- Sozialer Aufstieg und Abstieg. Eine Untersuchung über Berufsprestige und Berufsmobilität, Stuttgart: Enke 1959.
- (zus. m. Karin Aschenbrenner), Die gesellschaftliche Situation der Gegenwart. Ausgewählte Eigenarten der heutigen Gesellschaftsstruktur und die Stellung des Menschen in der Gesellschaft, 6. Auflage, Opladen: Leske + Budrich 1970.
- Beruf und Gesellschaft in Deutschland. Berufsstruktur und Berufsproblem, Opladen: Leske + Budrich 1970.
- (zus. m. Michael Brater, Sabine Kudera), Arbeitnehmer in der Industriegesellschaft. Berufssoziologische Aspekte, Stuttgart u. a.: Kohlhammer 1974.
- Bundesrepublik wohin? Gesellschaftsordnung, Gesellschaftskritik und gesellschaftspolitische Bestrebungen in der Bundesrepublik Deutschland. Eine Einführung, Bad Harzburg: wwt 1974. ISBN 3-8020-0138-9.
- (zus. m. Dieter Kappe, Friedhelm Neidhardt), Soziale Ungleichheit, 4. Auflage, Opladen: Leske + Budrich 1975.
- (zus. m. Dieter Kappe, Joseph Schmid), Bevölkerung. Statistik, Theorie, Geschichte und Politik des Bevölkerungsprozesses, Opladen: Leske + Budrich 1980.
- (Hg. m. Erhard Treutner), Subjektorientierte Arbeits- und Berufssoziologie, Frankfurt am Main/New York: Campus 1983. ISBN 978-3593332369
- Soziale Ungleichheit in der Bundesrepublik Deutschland, 6. Aufl., Opladen: Leske + Budrich 1988.
- (zus. m. Stefan Hradil), Wertewandel – Lebensführung – Arbeitswelt, München: Oldenbourg 1993.
- (zus. m. Jürgen Rink, Manfred Timmermann), Führung und Zusammenarbeit im Betrieb, 4. Aufl., Düsseldorf: Stahleisen 1995
- (Hg. m. Friedhelm Neidhardt), Soziologie als Beruf. Erinnerungen westdeutscher Hochschulprofessoren der Nachkriegsgeneration, Baden-Baden: Nomos 1998.
- Mein Wirken als Soziologe – eine Berufskarriere zwischen Schicksal und Gestaltung. In: K.M. Bolte / F. Neidhardt (Hrsg.) Soziologie als Beruf. Erinnerungen westdeutscher Hochschulprofessoren der Nachkriegsgeneration, Baden-Baden: Nomos 1998.
- Wie ich Soziologe wurde. In: Chr. Fleck (Hrsg.), Wege zur Soziologie nach 1945. Autobiographische Notizen. Opladen: Leske+Budrich 1999.

Festschriften
- Gerd-Günter Voß/Hans J. Pongratz (Hrsg.): Subjektorientierte Soziologie. Karl Martin Bolte zum siebzigsten Geburtstag. Leske + Budrich, Opladen 1997, ISBN 3-8100-1964-X.
- Stefan Hradil (Hrsg.): Sozialstruktur im Umbruch. Karl Martin Bolte zum 60. Geburtstag. Leske + Budrich, Opladen 1985, ISBN 3-8100-0547-9.